# Калитва (река)
Калитва́ (Бе́лая Калитва́, Больша́я Калитва́) — река в Ростовской области, левый приток Северского Донца.

## Физико-географическая характеристика

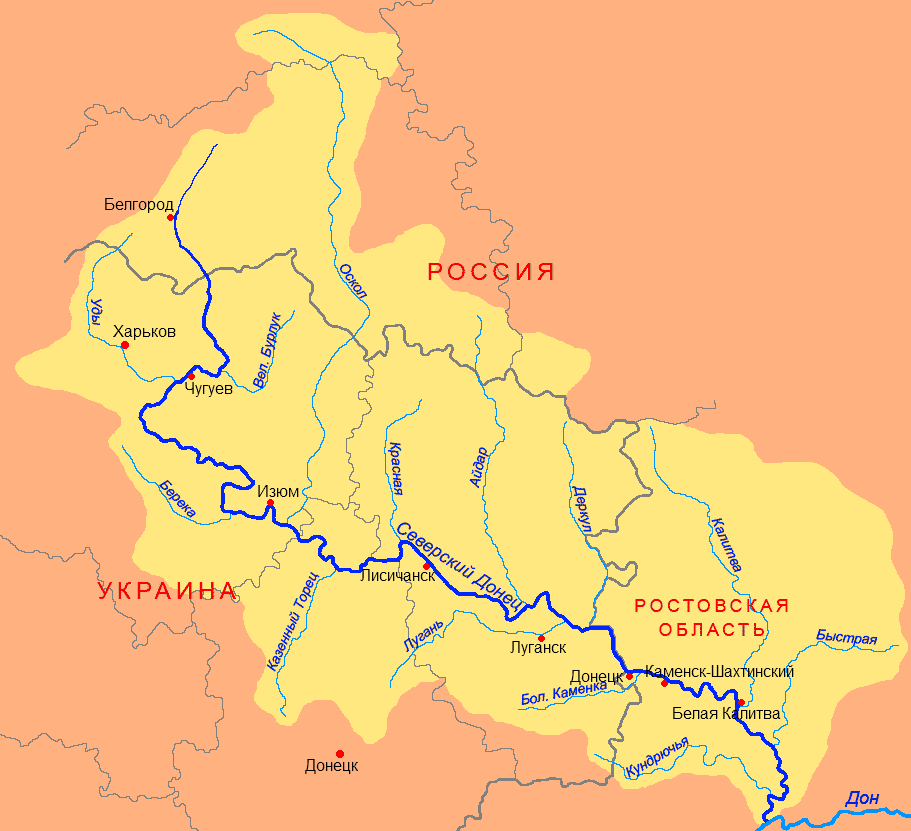
Бассейн Северского Донца

Длина — 308 км, площадь водосборного бассейна — 10 600 км². Исток на южных склонах Донской гряды. При впадении Калитвы в Северский Донец расположен город Белая Калитва. В низовьях судоходна.
Питание снеговое. В последнее десятилетие река сильно обмелела, из-за отсутствия паводков повсеместно заиливается дно, практически везде исчезли пляжи и поросли растительностью. В периоды сильной засухи с июля по сентябрь река практически теряет течение.

### Притоки
(указано расстояние от устья)
- 83 км: река Берёзовая (Березовка) (л)
- 93 км: река Большая (балка Большая) (л)
- 133 км: река Ольховая (л)
- 148 км: река Пугачева
- 202 км: река Голый Яр
- 203 км: река Лозовая (балка Лозовая)
- 212 км: река Камышная
- 226 км: река Колодезянка
- 230 км: река без названия, у хутора Голубев
- 267 км: река Меловая